# James David Santini

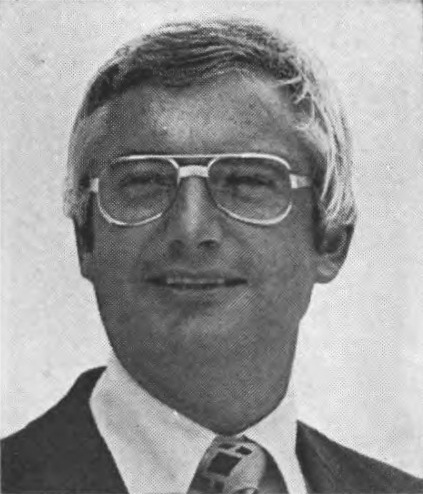
James David Santini (1975)

James David Santini (* 13. August 1937 in Reno, Nevada; † 22. September 2015 in Rockville, Maryland) war ein US-amerikanischer Politiker. Zwischen 1975 und 1983 vertrat er den Bundesstaat Nevada im US-Repräsentantenhaus.

## Frühe Jahre
James Santini besuchte bis 1955 die Manogue High School in Reno. Danach studierte er bis 1959 an der University of Nevada; es folgte ein Jurastudium am Hastings College in San Francisco. Nach seiner 1962 erfolgten Zulassung als Rechtsanwalt begann er in Las Vegas seinen neuen Beruf auszuüben. Zwischen 1963 und 1966 war Santini in der US Army und von 1966 bis 1968 war er stellvertretender Bezirksstaatsanwalt im Clark County. Die folgenden zwei Jahre arbeitete er als Pflichtverteidiger und zwischen 1970 und 1972 war er Friedensrichter in Las Vegas. Danach war er bis 1974 Bezirksrichter im Clark County.

## Politische Laufbahn
James Santini wurde Mitglied der Demokratischen Partei. 1974 wurde er in das US-Repräsentantenhaus gewählt, wo er am 3. Januar 1975 David Towell ablöste. Nach einigen Wiederwahlen konnte James Santini sein Mandat im Kongress bis zum 3. Januar 1983 ausüben. Bei den Wahlen des Jahres 1982 bewarb er sich nicht mehr um eine Wiederwahl; stattdessen kandidierte er erfolglos für den US-Senat. Später trat Santini zu den Republikanern über, die ihn 1986 für das Amt des US-Senators nominierten. Bei den Wahlen unterlag Santini dann aber Harry Reid, der 1983 auch sein Nachfolger im Repräsentantenhaus geworden war.
Nach dem Ende seiner politischen Laufbahn arbeitete Santini als Rechtsanwalt in Washington. Außerdem unterstützte er in einigen Funktionen den nationalen und internationalen Tourismus. Santini starb am 22. September 2015 im Alter von 78 Jahren in einem Hospiz in Rockville, Maryland, an den Folgen einer Erkrankung an Speiseröhrenkrebs.